# NGC 2892
NGC 2892 est une galaxie elliptique située dans la constellation de la Grande Ourse. NGC 2892 a été découverte par l'astronome américain Lewis Swift en 1885.

## Caractéristiques
Sa vitesse par rapport au fond diffus cosmologique est de 6 818 ± 17 km/s, ce qui correspond à une distance de Hubble de 100,6 ± 7,0 Mpc (∼328 millions d'al).
Selon la base de données Simbad, NGC 2892 est une radiogalaxie.